# سیارک ۱۶۶۲۲۹
سیارک ۱۶۶۲۲۹ (به انگلیسی: 166229 Palanga، نامگذاری:2002FS16) صد و شصت و شش هزار و دویست و بیست و نهمین سیارک کشف شده‌است که در ۱۷ مارس ۲۰۰۲ کشف شد.